# Сеоане, Матео
Матео Сеоане (исп. Mateo Seoane; род. 9 февраля 2004, Висенте-Лопес, Буэнос-Айрес) — аргентинский футболист, полузащитник клуба «Тальерес». 

## Клубная карьера
Сеоане — воспитанник клуба «Велес Сарсфилд». 24 апреля 2022 года в матче против «Барракас Сентраль» он дебютировал в аргентинской Примере. Летом 2023 года Сеоане на правах аренды перешёл в «Тальерес».